# Николас Остлер
Николас Остлер,(Nicholas Ostler / әʊстлә /; рођен 20. маја 1952. у Бату), је британски
лингвиста, историчар језика и писац. Студирао је на колеџу Белиол у Оксфорду где је дипломирао грчки, латински, филозофију и економију. Потом је докторирао из лингвистике и санскрта на чувеном Институту за технологију у Масачусетсу (MIT) , где је студирао под менторством Ноама Чомског.

## Биографија
Након доктората Остлер се бавио историографијом и истраживањем историјске лингвистике. Чувена је његова књига Царства речи - Језичка историја света (2005) У тој књизи он се фокусира на језике који су, из неких разлога, прерасли границе својих постојбина, јачали и проширили се читавим светом док су други слабили. Досад, према Остлеру, није било посвећено довољно пажње расту, развоју и пропасти језичких заједница у историји, као ни важним сазнањима која се тако могу стећи и о самим заједницама које су говориле тим језицима.. Невероватне иновације у образовању, култури и дипломатији увели су говорници сумерског и његових наследника на Блиском истоку све до савременог арапског, египатски је три миленијума успешно одолевао страним нападима, свенуо је и нестао после доласка мухамеданског арапског језика, невероватна виталност кинеског језика за двадесет векова колико је био изложен разним нападима, чаробни напредак санскрта који се из северне Индије проширио све до острва Јава и до Јапана, заслепљујућа саможивост грчког чија је званична употреба трајала вековима дуже него званична употреба латинског али је после попуштања одбрамбених линија и освајања царских провинција грчки у великој мери истиснут после смене само неколико генерација, борбе које су довеле до рађања језика савремене Европе и невероватни сплетови околности који су довели до тога да су се ови језици проширили по целом свету, теме су ове књиге. Језици попут египатског и акадског, санскрта и персијског или грчког и латинског, сви су они у своје доба изгледали недодирљиви у својој надмоћи и престижу. Упркос тренутној надмоћи енглеског у области технике, ништа не гарантује да ће енглески дугорочно очувати ту надмоћ у области издаваштва, електронских медија или интернета.
Његова књига Ad Infinitum: Биографија латинског (2007) посебно разматра језик Римљана, пре и после постојања њиховог царства. Прича се фокусира на успон, ширења и доминацију латинског међе другим језицима италијанског полуострва у раном раздобљу 1. миленијума пре нове ере и међу језицима западне Европе у мрачном добу и шире. У тој књизи, Остлер даје јак аргумент против ознаке "мртви језик" тако често додељене латинском.
Тренутно је председник Фондације за угрожене језика. Живи у Хунгерфорду, Енглеска.
Написао је 2013. предговор за Навлипи и објавио универзална скрипта која се баве гласовним особеностима својственим свим светским језицима. Остлер се служи са 26 различитих језика.